# 1239年
| 千纪： | 2千纪 |
| 世纪： | 12世纪 \| 13世纪 \| 14世纪                                                                                 |
| 年代： | 1200年代 \| 1210年代 \| 1220年代 \| 1230年代 \| 1240年代 \| 1250年代 \| 1260年代                           |
| 年份： | 1234年 \| 1235年 \| 1236年 \| 1237年 \| 1238年 \| 1239年 \| 1240年 \| 1241年 \| 1242年 \| 1243年 \| 1244年 |
| 纪年： | 己亥年（猪年）；大理道隆元年；南宋嘉熙三年；越南天應政平八年；日本曆仁二年，延應元年                       |

## 大事记
- 蒙古帝國西路軍企圖出三峽入兩湖，在大埡寨之戰（今湖北省秭歸縣西）被宋朝軍隊擊敗。
- 加利西亞統治者丹尼爾·羅曼諾維奇攻下基輔。

## 出生
- 6月17日——愛德華一世，英格蘭國王。（1307年逝世，68岁）